# Первая городовая ратуша

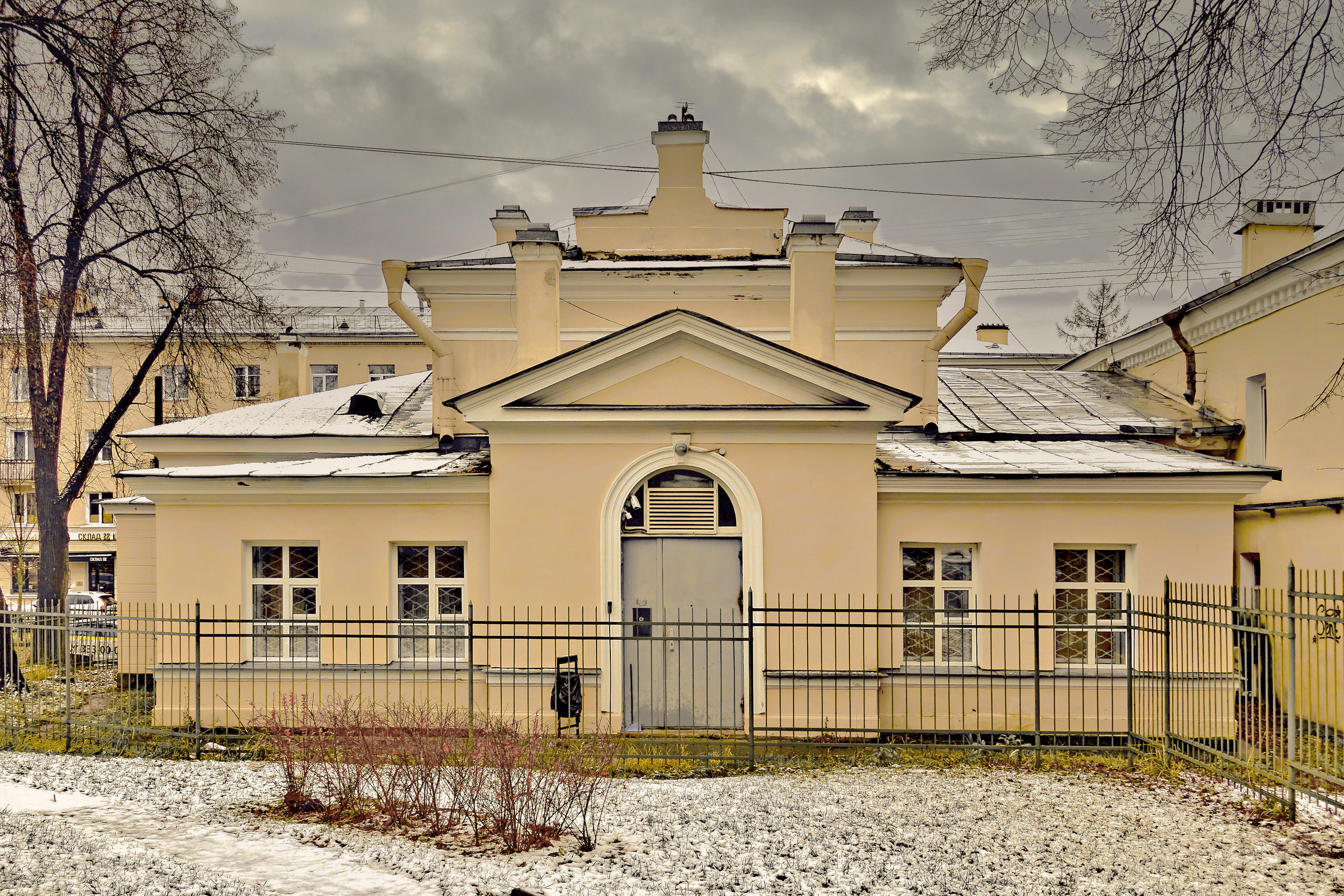
Дворовый фасад ратуши: видна южная пристройка с центральным ризалитом, вход в которую выделен классическим портиком с треугольным фронтоном

Первая городовая ратуша (городовая ратуша) — историческое здание в Пушкине. Построена в 1811—1813 гг. Объект культурного наследия регионального значения. Расположена на Московской улице, дом 33.

## История
Городовая ратуша была переведена в Царское Село из Софии в 1810-е гг. Для неё приспособили новый дом с мезонином на Московской улице, который изначально строился как жилой по проекту В. И. Гесте и под руководством Л. Руска. Ратуша размещалась там до середины 1860-х гг., когда переехала в новое здание на Набережной улице. В 1860-х и в 1891 годах здание перестраивалось, автор неизвестен. В 1860-е гг. во дворе был возведён деревянный двухэтажный флигель. После перестройки 1891 года в здании было размещено уездное казначейство и отделение Русского торгово-промышленного банка.
В основном здании ратуши в последние годы размещается отделение Сбербанка. Флигель после революции был приспособлен под жильё, в 2009 году расселён. В 2013 году основное здание было включено в список объектов культурного наследия, а флигель, до этого вместе с основным зданием являвшийся выявленным объектом, был исключён из списка. В 2014 году флигель был снесён, в 2017 году отстроен заново с некоторыми отклонениями от первоначального облика из бетона, обшитого деревом.

## Архитектура
Здание ратуши — типичный пример дома с мезонином. Интерьер операционного зала отделения Сбербанка сохранился с 1860-х годов с небольшими переделками. Деревянный двухэтажный флигель имел отделку под «алмазный руст», плоские наличники с замками, лопатки.